# Buchungsposten
Buchungsposten ist allgemein im Rechnungswesen und speziell im Bankwesen die Bezeichnung für eine Buchung auf einem Konto, der ein Geschäftsfall zugrunde liegt und welche die Veränderung eines Saldos zur Folge hat.  

## Allgemeines
Umgangssprachlich wird der Begriff Buchungsposten überwiegend in Zusammenhang mit Bankkonten verwendet, weil Kreditinstitute häufig Bankgebühren in Form einer Buchungspostengebühr hiermit verbinden. Dabei geht es jedoch der Sache nach um Entgelte nicht allein für die Buchführung bzw. einzelne Buchungsposten als solche, sondern auch und vor allem für die Tätigkeit der Kreditinstitute, die sich in den verschiedenen Buchungsvorgängen widerspiegelt. Der Buchungsposten führt zu einer Gutschrift oder Belastung eines Kontos, dann liegen Ansprüche bzw. Verpflichtungen des Kunden zugrunde. Die seit November 2009 geltende Zahlungsdiensterichtlinie spricht vom Zahlungsvorgang. Das ist jede Bereitstellung, Übermittlung oder Abhebung eines Geldbetrags (§ 675f Abs. 3 BGB).

## Buchungspostengebühr
Mit Buchungspostengebühren wollen Kreditinstitute insbesondere Dienstleistungen entgolten wissen, die als solche gebührenfrei erbracht wurden. Das schließt jedoch nicht aus, dass auch gebührenpflichtige Dienstleistungen bei ihrer Verbuchung zusätzlich noch mit Buchungspostengebühren belastet werden. Buchungspostengebühren stellen eine durch Gerichte kontrollfähige Nebenabrede dar, weil vom Leitbild der kostenfrei zu erbringenden Leistungen eines Verwahr- oder Kreditvertrages abgewichen wird. Während ein Habensaldo des Bankkunden eine Forderung aus unregelmäßiger Verwahrung nach § 700 BGB darstellt, ist der Sollsaldo eine Verbindlichkeit im Sinne des § 488 BGB. Ein- und Barauszahlungen auf das Girokonto sind daher in aller Regel auch Akte zur Begründung oder Erfüllung der genannten Schuldverhältnisse oder einzelner Pflichten aus ihnen. Im Falle kreditorischer Girokonten stellen Barauszahlungen die Rückgabe des für den Kunden verwahrten (§ 688 BGB) und Bareinzahlungen die Hingabe des zu verwahrenden Geldes dar (§ 700 BGB); bei debitorischen Konten sind Barauszahlungen als Kreditauszahlungen, Bareinzahlungen als Kreditrückzahlungen anzusehen (§§ 488 ff. BGB).

## Barabhebungen und Bareinzahlungen
Nach der bisherigen Rechtsprechung des Bundesgerichtshofs waren Buchungspostengebühren in Verbindung mit Barabhebungen und -einzahlungen nur dann statthaft, wenn dem Verbraucher eine ausreichende Zahl von fünf gebührenfreien Buchungsposten pro Monat zumindest am Bankschalter gewährt wurde. Diese Rechtsprechung hat der Bundesgerichtshof aufgrund des Inkrafttretens der Zahlungsdiensterichtlinie der EU offiziell aufgegeben: Nunmehr sind Buchungspostengebühren für Barein- und auszahlungen auch ohne Freimenge grundsätzlich zulässig. Sie unterliegen jedoch weiterhin der Inhaltskontrolle, dürfen also den Kunden nicht unangemessen benachteiligen. Eine Ausnahme gilt jedoch für Bareinzahlungen, sofern sich das Konto im Soll befindet: diese Bareinzahlungen müssen weiterhin kostenlos sein, da der Kunde in diesem Fall durch die Bareinzahlung lediglich eine vertragliche Pflicht gegenüber seiner Bank erfüllt.

## Wirtschaftliche Aspekte
Buchungspostengebühren stellen letztlich die Abwälzung von Betriebskosten der Kreditinstitute auf den Bankkunden dar, denen keine besondere Dienstleistung gegenübersteht. Sie gehören in der Bankkalkulation zu den Kosten der Betriebssphäre, die durch die Nutzung der Großrechneranlage verursacht wurden und deshalb Bestandteil des Finanzproduktes sind. Die Erlöse der Buchungsposten gehören entsprechend zu den Betriebserlösen. 